# باول إدواردز (لاعب كرة قدم)
باول إدواردز (بالإنجليزية: Paul Edwards)‏ (7 أكتوبر 1947 في المملكة المتحدة - ) هو لاعب كرة قدم بريطاني في مركز الدفاع. لعب مع أولدهام أثلتيك وستوكبورت كونتي ومانشستر يونايتد.

## وصلات خارجية
- باول إدواردز (لاعب كرة قدم) على موقع قاعدة بيانات كرة القدم.إي يو (الإنجليزية)